# مارک دکلین
مارک دکلین (به انگلیسی: Mark Deklin) (زاده ۳ دسامبر ۱۹۶۷) بازیگر آمریکایی است.
از فیلم‌های معروف او می‌توان به بازی در مجموعه تلویزیونی خدمتکاران حیله‌گر و فیلم اولین بار مینی اشاره کرد.